# ۲۱-هیدروکسیلاز
استروئید ۲۱-هیدروکسیلاز (انگلیسی: Steroid 21-hydroxylase) که با نام‌های استروئید ۲۱-منواکسیژناز، ۲۱آلفا-هیدروکسیلاز و گاهی ۲۱بتا-هیدروکسیلاز هم شناخته می‌شود، یک آنزیم است که وظیفه‌اش هیدروکسیل‌دار کردن استروئیدها در جایگاه کربن ۲۱ است و در بیوسنتز هورمون‌های آلدوسترون و کورتیزول نقش دارد. این آنزیم هورمون پروژسترون را به ۱۷-هیدروکسی پروژسترون، دزوکسی کورتیکوسترون و کورتودوکسون تبدیل می‌کند. این مواد هر یک در مسیرهای مناسب خود قرار گرفته و سرانجام، آلدوسترون و کورتیزول ساخته می‌شود. این آنزیم در شبکه آندوپلاسمی سلول‌های قشر غده فوق کلیوی جای دارد و در انسان توسط ژن «CYP21A2» واقع بر بازوی بلند کروموزوم ۶ انسان کُدگذاری می‌شود.

## عملکرد

شماره‌گذاری ساختمان استروئید, کربن ۲۱ در زنجیرهٔ جانبی کربن ۱۷ است.

وجه تسمیه این آنزیم آن است که سبب هیدروکسیل‌دار کردن استروئید در جایگاه کربن ۲۱ می‌شود. این آنزیم واکنش شیمیایی افزوده شدن عامل هیدروکسیل به کربن ۲۱ در زیست‌مولکول استروئید را کاتالیزه می‌کند و خود یکی از اعضای اَبَرخانوادهٔ سیتوکروم پی ۴۵۰ از آنزیم‌های مونواکسیژناز است. در بدن انسان، آنزیم‌های سیتوکروم پی ۴۵۰ نقش مهمی در تولید و سوخت‌وساز کلسترول، استروئیدها و لیپیدها ایفا می‌کنند. محل قرارگیری ۲۱-هیدروکسیلاز در میکروزوم‌های غشاء شبکه آندوپلاسمی سلول‌های قشر غده فوق کلیوی است. این آنزیم در کنار ۱۷-هیدروکسیلاز و آروماتاز، یکی از آنزیم‌های میکروزومال استروئیدساز سامانهٔ آنزیمی سیتوکروم پی ۴۵۰ است.

۲۱-هیدروکسیلاز یکی از آنزیم‌های ضروری برای ساختِ هورمون‌های آلدوسترون و کورتیزول است.

## واکنش شیمیایی
آنزیم ۲۱-هیدروکسیلاز سبب افزوده‌شدن عمل هیدروکسیل (-OH) به کربن ۲۱ در دو استروئید می‌گردد: پروژسترون و ۱۷-هیدروکسی پروژسترون. این واکنش نخستین بار در سال ۱۹۵۲ میلادی شرح داده شد.

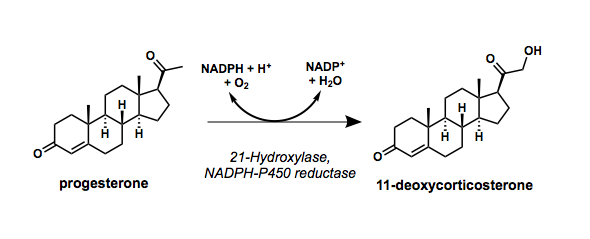
تصویری از چگونگی هیدروکسیل‌دار شدن پروژسترون

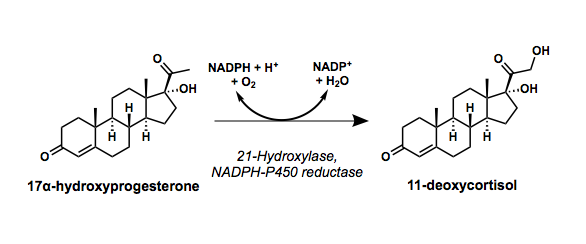
تصویری از چگونگی هیدروکسیل‌دار شدن ۱۷-هیدروکسی پروژسترون

## ژنتیک

### جایگاه ژنی
آنزیم ۲۱-هیدروکسیلاز یک پروتئین است که در انسان توسط ژن «CYP21A2» کُدگذاری می‌شود. یک شبه‌ژن به نام «CYP21A1P» هم در نزدیکی ژن اصلی وجود دارد. هر دوی اینها بر روی کروموزوم ۶ در مجموعه سازگاری بافتی اصلی کلاس سه و نزدیک به ژن‌های جزء چهارم کمپلمان یعنی C4A و  C4B  و همچنین ژن تناسین ایکس (TNXB) واقع شده و شبه‌ژن «CYP21A1P» در حدود ۹۸٪ اگزون مشابه با ژن اصلی را داراست.
در ژنوم موش‌ها، CYP21A2 یک شبه‌ژن و CYP21A1 ژن اصلی دارای عملکرد است. در مرغ و بلدرچین تنها یک ژن CYP21 واحد وجود دارد که جایگاه آن در میان ژن‌های جزء چهارم کمپلمان و TNX و در کنار CENPA است.

### نقش در مجموعه سازگاری بافتی اصلی
مجموعه سازگاری بافتی اصلی کلاس سه، گروهی از پروتئین‌ها متعلق به مجموعه سازگاری بافتی اصلی هستند. برخلاف مجموعه سازگاری بافتی اصلی کلاس یک و مجموعه سازگاری بافتی اصلی کلاس دو که ساختار و عملکردشان در پاسخ ایمنی بدن به‌خوبی شناخته شده‌است، مجموعه سازگاری بافتی اصلی کلاس سه، ساختمان و عملکرد نامعینی دارد. این مجموعه ۷۰۰ جفت‌باز و ۶۱ ژن دارد و متراکم‌ترین ناحیهٔ ژنی ژنوم انسان است. عملکرد بسیاری از ژن‌های این ناحیه، هنوز مشخص نشده است.

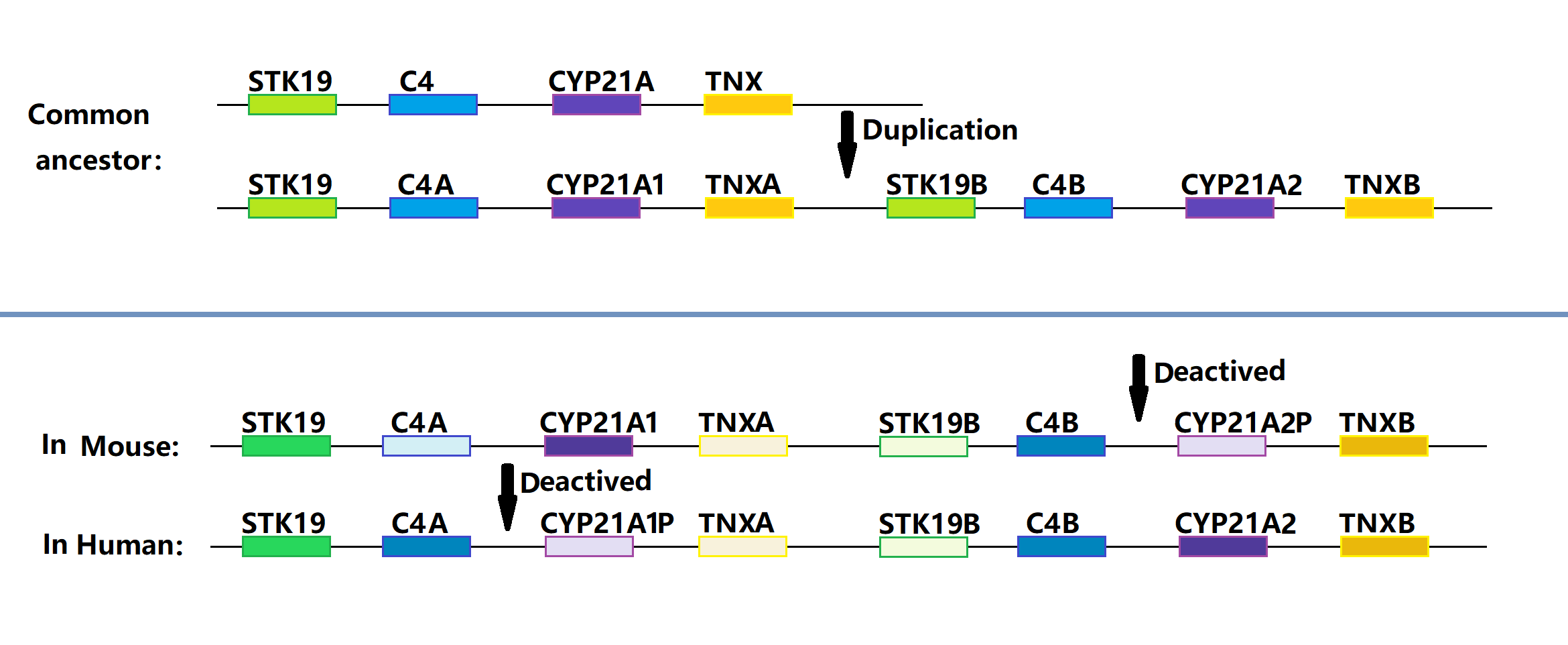
تصویری از نحوهٔ تکامل زیرخانوادهٔ ژنی CYP21A2

## اهمیت بالینی

### هیپرپلازی مادرزادی آدرنال کلاسیک
اشکال در ژن CYP21A2 سبب اختلالاتی در ساخت و تکامل آنزیم شده و منجر به بروز «هیپرپلازی مادرزادی آدرنال به‌دلیل کمبود ۲۱-هیدروکسیلاز» می‌شود. یک شبه‌ژن به نام CYP21A1 نیز در نزدیکی ژن اصلیِ CYP21A2 دیده می‌شود. فرایند «تبدیل ژن» (Gene conversion) که دربرگیرندهٔ ژن اصلی و شبه‌ژن است در بسیاری از موارد کمبود «۲۱-هیدروکسیلاز» مشاهده شده‌است. هیپرپلازی مادرزادی آدرنال نوعی اختلال ژنتیکی اتوزومال مغلوب است که دو نوع «کلاسیک» و «غیرکلاسیک» دارد. نوع کلاسیک بیماری در ۱ از ۱۵۰۰۰ تولد در جهان رخ می‌دهد و خودش دو نوعِ فرعیِ «از دست‌دهنده نمک» (SW) و «بروز صفات مردانه به‌تنهایی» (SV) دارد. اگر جهش ژنی در جایگاه فعال آنزیم باشد، نوع «از دست‌دهنده نمک» (SW) و اگر جهش ژنی در نواحی محافظت‌شدهٔ آب‌گریز در نزدیکی دومین تراغشایی باشد، نوع «از دست‌دهنده نمک» (SW) رخ می‌دهد. در نوع «از دست‌دهنده نمک» (SW) فرد به میزان شدید نمک از دست می‌دهد که می‌تواند تهدیدکننده حیات باشد. (یادآوری می‌گردد که آلدوسترون نقش مهمی در هم‌ایستایی سدیم دارد). در نوع «بروز صفات مردانه به‌تنهایی» (SV) نمک به میزان کافی در بدن حفظ می‌شود، اما علائم دیگری چون بلوغ زودرس و اندام جنسی مبهم در دختران دیده می‌شود. در این نوع بیماری، ۲۰–۶۰٪ از عملکرد آنزیم ۲۱-هیدروکسیلاز هنوز وجود دارد؛ و میزان کورتیزول بدن کافی است، اما سطح آندروژن‌ها پس از بلوغ بسیار بالاست.

### هیپرپلازی مادرزادی آدرنال غیر کلاسیک
نوع غیرکلاسیک هیپرپلازی مادرزادی آدرنال (NCCAH) که در اثر کمبود آنزیم ۲۱-هیدروکسیلاز پیش می‌آید، خفیف‌تر و دیررس است و میزان شیوع آن در نژادهای گوناگون، متفاوت و چیزی بین ۱:۱۰۰۰ تا ۱:۵۰ است. برخی از مبتلایان هیچ علامتی ندارند و برخی دیگر علائم هیپرآندروژنیسم دارند. زنان مبتلا به این نوع، معمولاً در هنگام تولد، آلت تناسلی طبیعی دارند. با گذشت زمان علائم مختلفی در این زنان ممکن است دیده شود. برخی دچار آکنه، مَردمویی، کچلی مردانه، اختلالات قاعدگی و نازایی می‌شوند. مقالات کمتری دربارهٔ مردان مبتلا به نوع غیر کلاسیک (در مقایسه با زنان) موجود است، چرا که مردان عموماً بدون علامت هستند. در مردها ممکن است ریش و سبیل زودتر دربیاید و اندازهٔ بیضه‌ها کوچک باشد. این مردان معمولاً شمارش اسپرم طبیعی دارند.